# Roccaverano
Roccaverano (piemontesisch Rocavran) ist eine italienische Gemeinde (comune) mit 367 Einwohnern (Stand 31. Dezember 2023) in der Provinz Asti (AT), Region Piemont.

## Geographie

Lage der Gemeinde Roccaverano in der Provinz Asti

Roccaverano liegt etwa 52 km südsüdöstlich der Provinzhauptstadt Asti in der Langa Astigiana, einem Vorgebirge, das sich zwischen den Flüssen Bórmida di Millésimo und Bórmida di Spigno vor ihrem Zusammenfluss zur Bormida erstreckt. Der Ort ist mit 759 m s.l.m. der höchstgelegene der Provinz Asti. Die Nachbargemeinden sind Bubbio, Cessole, Denice, Loazzolo, Mombaldone, Monastero Bormida, Olmo Gentile, San Giorgio Scarampi, Serole, Spigno Monferrato und Vesime.
Roccaverano hat zusammen mit der Nachbargemeinde Mombaldone einen Bahnhof an der Zuglinie Alessandria-San Giuseppe di Cairo.

## Geschichte
Roccaverano wurde das erste Mal als Ruspaverano erwähnt, als Otto I. den Ort Aleramo von Monferrato übergab. Allerdings ist der Platz sicher schon seit der Antike besiedelt. Der Name leidet sich von Rocha Uverani her, das heißt einer Burg (Rocca) über dem Flüsschen Ovrano.
Die Nachfahren Aleramos, die Familie del Carretto besaß den Ort ab 1209 als Lehen der Stadt Asti. Aus dieser Zeit stammt auch deren Burg. 1673 fiel Roccaverano schließlich nach etlichen Besitzerwechseln an Savoyen. Dabei verloren die Bewohner alle Freiheiten, die ihnen seit den Carretto gewährt wurden. 1715 wurde es von den Franzosen und 1744 von den Spaniern besetzt, was den Verfall der Burg beschleunigte.

## Sehenswürdigkeiten
- Auf dem höchsten Gipfel der Langa Astigiana hatten die del Carretto ihre Burg errichtet, von der heute nur noch der fast 30 Meter hohe Bergfried und ein Teil der Fassade des Palas mit drei romanischen Biforienfenstern erhalten ist.
- Die Pfarrkirche dell‘ Assunta (1509 – 16) ist ein Zentralbau im Stil der Frührenaissance, der den Einfluss Bramantes nicht verleugnen kann. Der Chor wurde 1827 barock verlängert.
- Im Ortsteil Vengore erhebt sich ein mächtiger gotischer Wehrturm, der zum Schutz der Stadt Acqui im 14. Jahrhundert errichtet wurde.
- In der Friedhofskirche von Vengore, San Giovanni Battista, hat sich der umfangreichste gotische Freskenzyklus der Langhe erhalten. Sie wurden Ende des 15. Jahrhunderts von einem anonymen Maler, der als Meister von Roccaverano bezeichnet wird, geschaffen.[2]

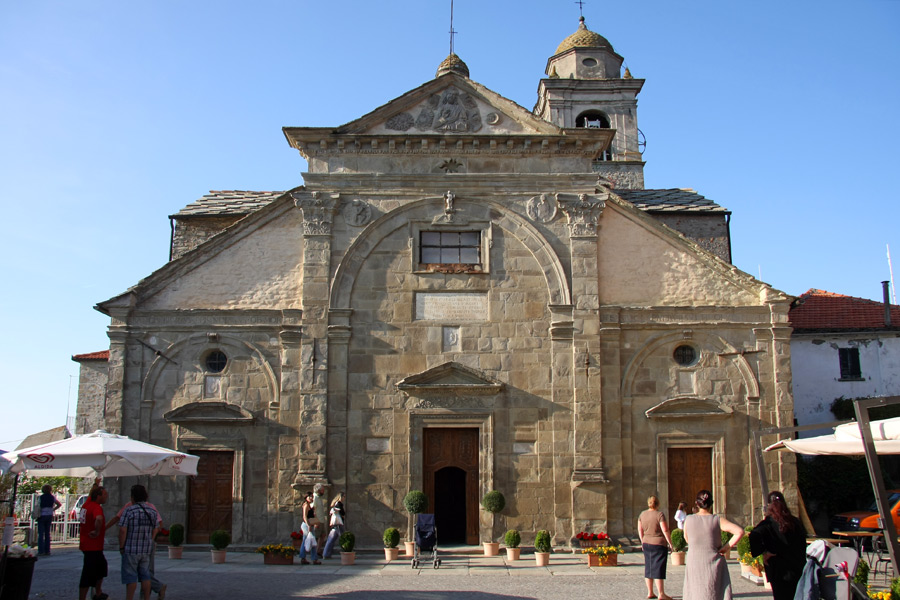
Pfarrkirche Santa Maria Assunta
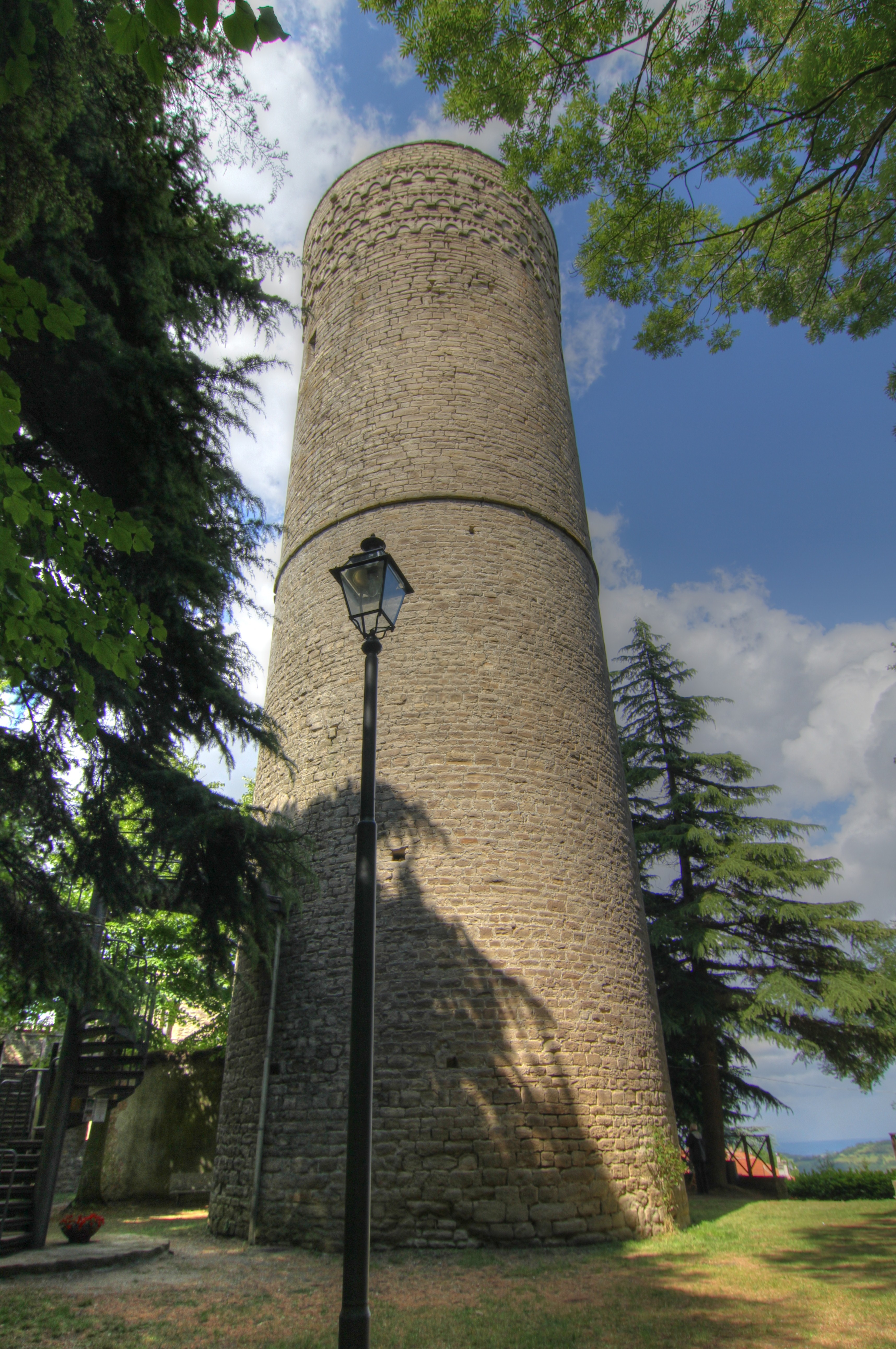
Burgfried
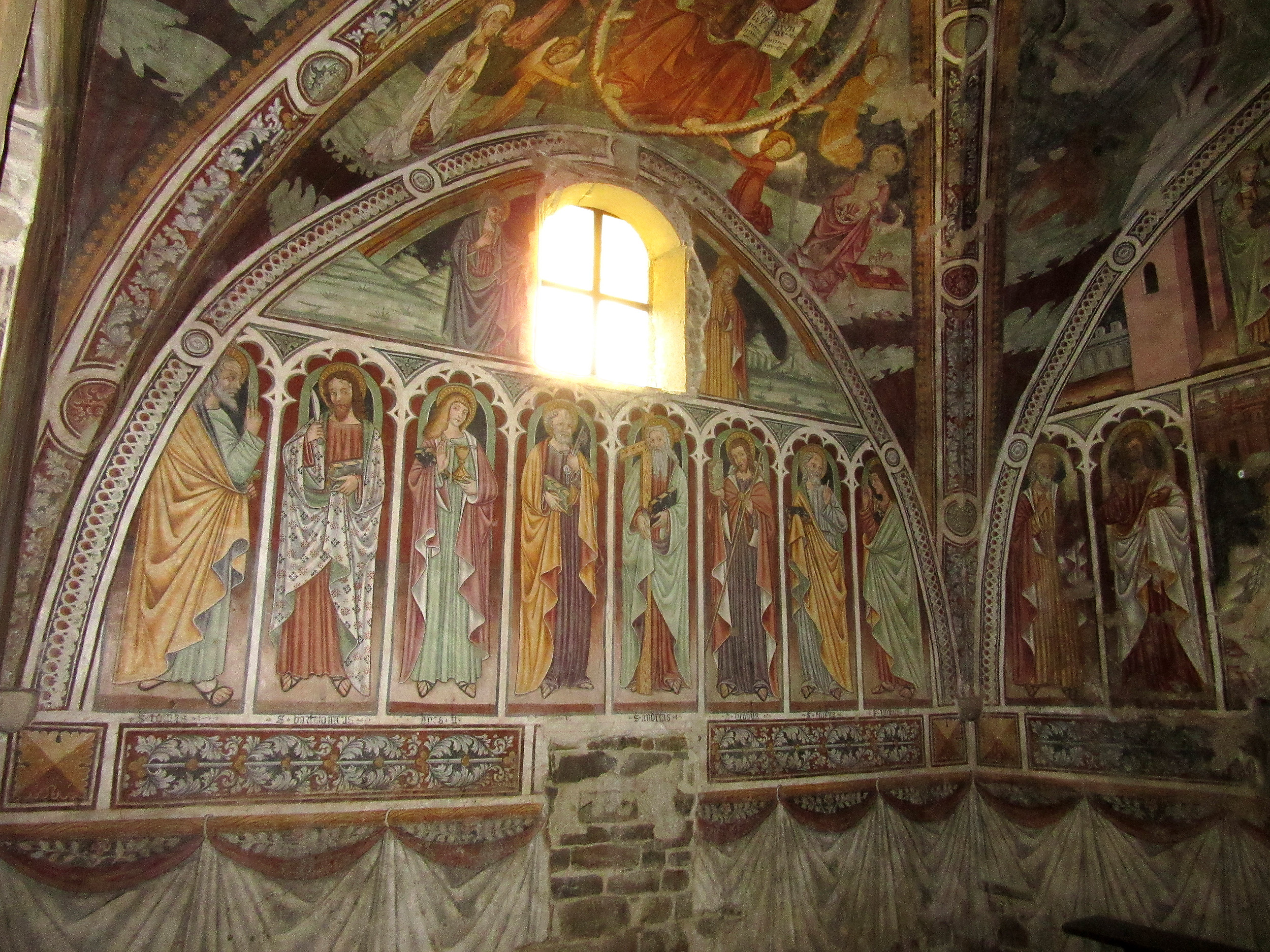
Freskenzyklus in der Kirche San Giovanni Battista
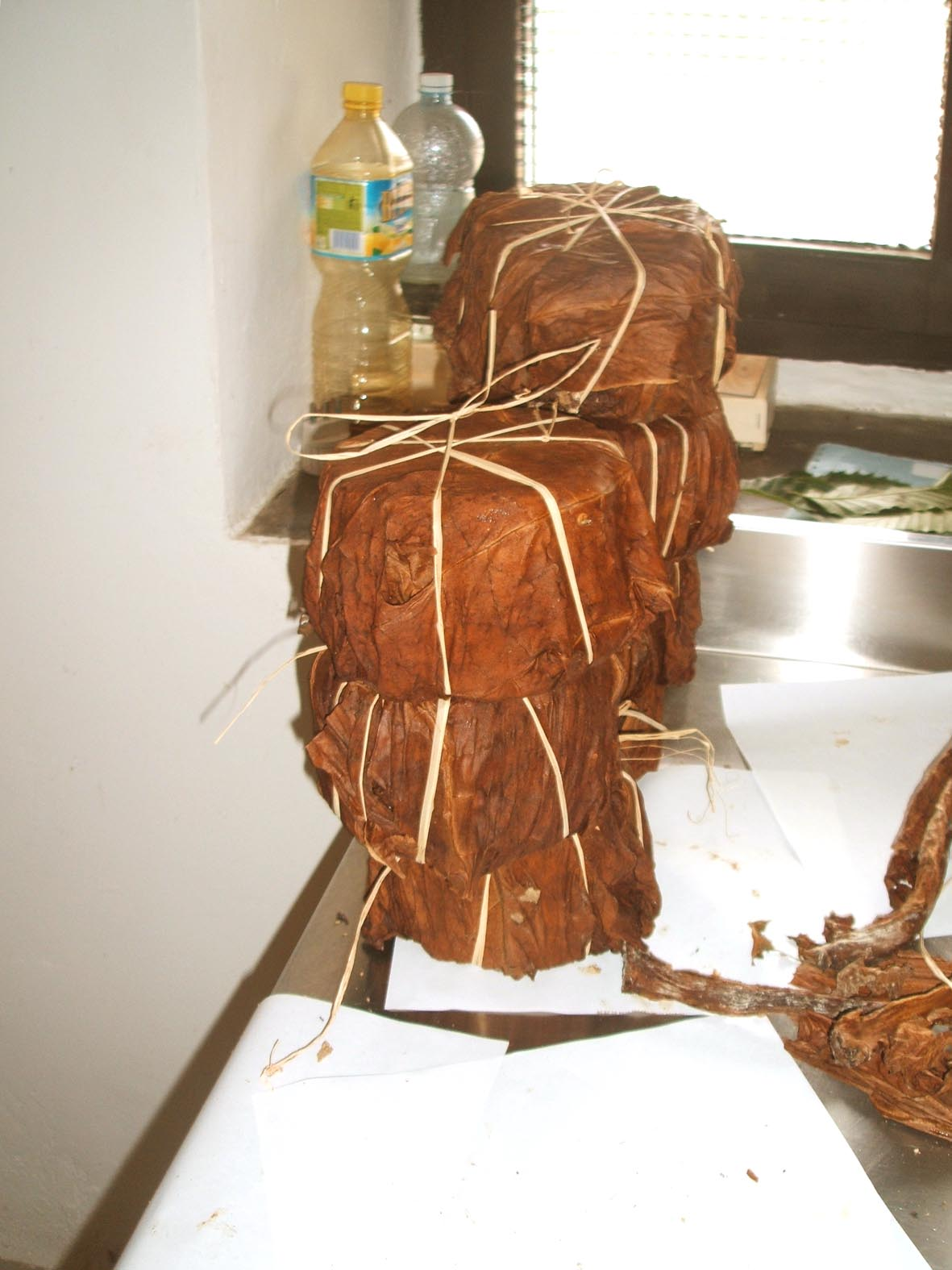
Robiola in Weinblättern

## Typische Produkte
Der Ort hat dem Robiola di Roccaverano seinen Namen gegeben, einem Weichkäse aus roher Ziegenmilch, der durch das Herkunftssiegel DOP geschützt ist. Zur Erhaltung des Käses wurde der erste Förderkreis von Slow Food gegründet. Die Beeren der Rebsorten Spätburgunder und/oder Chardonnay dürfen zum Schaumwein Alta Langa verarbeitet werden. Bei Roccaverano werden auch Reben der Sorte Barbera für den Barbera d’Asti, einen Rotwein mit DOCG Status, sowie für den Barbera del Monferrato angebaut.

## Regelmäßige Veranstaltungen
- Am ersten Sonntag im Juni findet auf dem Platz zwischen Kirche und Burgruine Il Polentone statt, bei dem verschiedene Köche ihre Polentarezepte servieren.
- Auf der Fiera Carrettesca am letzten Sonntag im Juni werden Produkte rund um den Robiola präsentiert.
- Mitte August findet an zwei Abenden die Cena sotto le stelle (Abendessen unter den Sternen) statt, bei der Spezialitäten der Langhe serviert werden und anschließend getanzt wird.
- Auch bei der Mostra Caprina (Ziegenschau) am ersten Sonntag im September dreht sich alles um Essen und Käse.